# Narragodes
Narragodes is een geslacht van vlinders van de familie spanners (Geometridae), uit de onderfamilie Ennominae.

## Soorten
- N. comminuta Dognin, 1906
- N. costinota Prout, 1931
- N. fuscata Warren, 1900
- N. gyda Prout, 1910
- N. laevis Warren, 1906
- N. lilacina Prout, 1910
- N. nyctiscia Prout, 1931
- N. ochreata Dognin, 1922
- N. psychidia Warren, 1901
- N. setinaria Jones, 1921